# Емерсон (Джорджія)
Емерсон (англ. Emerson) — місто (англ. city) в США, в окрузі Бартоу штату Джорджія. Населення — 1415 осіб (2020).

## Географія
Емерсон розташований за координатами 34°7′53″ пн. ш. 84°44′42″ зх. д. / 34.13139° пн. ш. 84.74500° зх. д. (34.131499, -84.745107).  За даними Бюро перепису населення США в 2010 році місто мало площу 18,95 км², з яких 18,91 км² — суходіл та 0,04 км² — водойми. В 2017 році площа становила 22,59 км², з яких 22,55 км² — суходіл та 0,05 км² — водойми.

## Демографія
Згідно з переписом 2010 року, у місті мешкало 1470 осіб у 552 домогосподарствах у складі 411 родини. Густота населення становила 78 осіб/км².  Було 631 помешкання (33/км²).
Расовий склад населення:
| - 83,7 % — білих - 8,4 % — чорних або афроамериканців - 0,6 % — азіатів - 0,2 % — корінних американців - 5,6 % — осіб інших рас |

До двох чи більше рас належало 1,4 %. Частка іспаномовних становила 12,1 % від усіх жителів.
За віковим діапазоном населення розподілялося таким чином: 24,6 % — особи молодші 18 років, 61,6 % — особи у віці 18—64 років, 13,8 % — особи у віці 65 років та старші. Медіана віку мешканця становила 39,3 року. На 100 осіб жіночої статі у місті припадало 102,8 чоловіків;  на 100 жінок у віці від 18 років та старших — 96,8 чоловіків також старших 18 років.
Середній дохід на одне домашнє господарство  становив 73 590 доларів США (медіана — 46 071), а середній дохід на одну сім'ю — 82 894 долари (медіана — 50 074). Медіана доходів становила 39 917 доларів для чоловіків та 32 500 доларів для жінок. За межею бідності перебувало 11,5 % осіб, у тому числі 14,7 % дітей у віці до 18 років та 10,7 % осіб у віці 65 років та старших.
Цивільне працевлаштоване населення становило 659 осіб. Основні галузі зайнятості: освіта, охорона здоров'я та соціальна допомога — 20,2 %, будівництво — 17,0 %, роздрібна торгівля — 11,4 %, науковці, спеціалісти, менеджери — 9,9 %.